# Escitas (Calcídica)
Escitas (en griego, Σκίθαι) fue una antigua ciudad griega de la península  Calcídica. 
Es citada en un fragmento de Teopompo recogido por Esteban de Bizancio, que la ubica en Tracia, en las proximidades de Potidea. La ciudad también aparece atestiguada por testimonios numismáticos ya que se conservan monedas de plata de Escitas fechadas en torno al año 500 a C.  
Se ha sugerido la posibilidad de que sea la misma ciudad que Cita, mencionada en un registro de tributos a Atenas. Se desconoce su localización exacta.